# 十六分音符

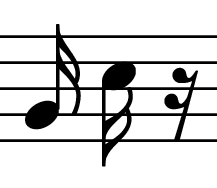
从左至右：符干向上、向下的十六分音符，以及十六分休止符

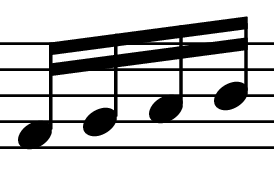
共用符尾的十六分音符

在音乐记谱中，十六分音符是一种音符时值。在五线谱记法中，十六分音符表示为一个实心的椭圆符头加上一个带两条旗帜状的符尾的符桿（如右图左边的记号）。当十六分音符与其它有符尾的音符连写时，可以共用符尾（也是一般的情形），这时旗帜状的符尾变为两根连接用的短线。当符头位于五线谱第三线上方（包括第三线）时，符干朝下，否则符干朝上，符干改变方向时，符头的左右方向也要作相应改变（见图）。符尾的上下方向也改变，但始终在符干右边（见图）。十六分音符的音长是全音符的十六分之一，即4/4拍中的四分之一拍，3/8或6/8拍中的半拍。二分音符的音长是其八倍，四分音符的音长是其四倍，八分音符的音长是其二倍，六十四分音符的音长是其四分之一。
在Unicode中，有连线符的两个十六分音符的编码是 U+266C（♬），或是十進制Alt鍵+9836。
在休止符中，对应有着同样音长的是十六分休止符，在五线谱中表示为类似两个上下连着的八分休止符的记号，写在谱表第二间至第四间（如右图右边的记号）。

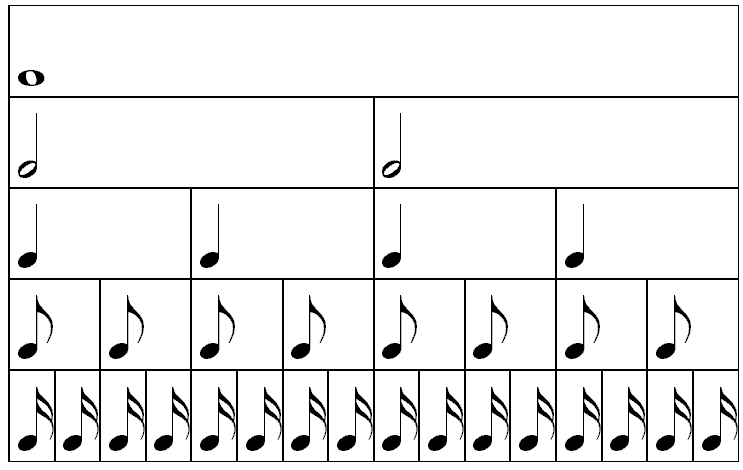
各音符的时值比较